# Fils (moneta)

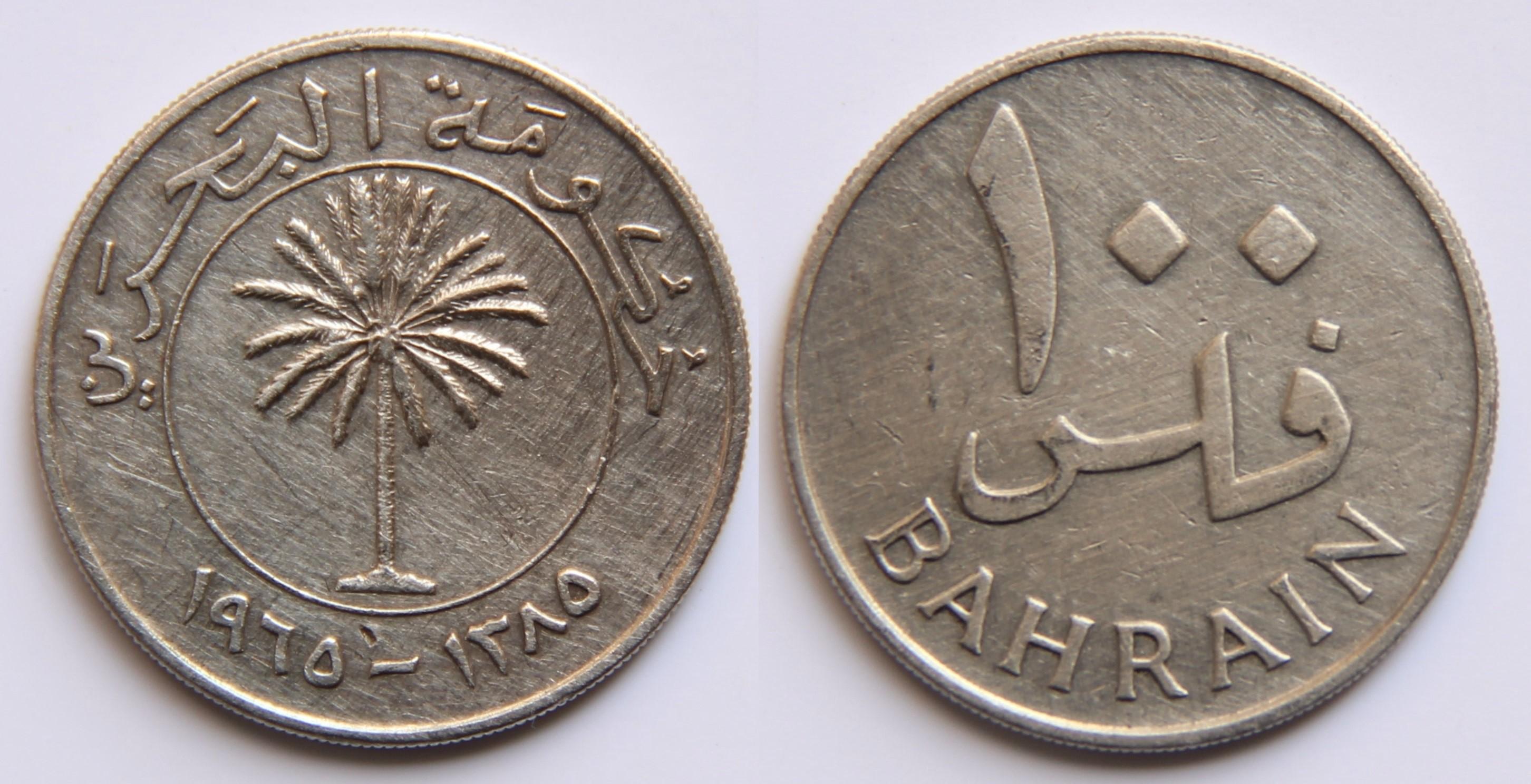
Moneta o nominale 100 fils z Bahrajnu

Fils (fil) – drobna jednostka monetarna niektórych państw arabskich, w tym: 
- Iraku (1/1000 dinara irackiego), bita od 1931 r.
- Jordanii (1/1000 dinara jordańskiego), emitowana od 1949 r.
- Kuwejtu (1/1000 dinara kuwejckiego), bita od 1961 r.
- Bahrainu (1/1000 dinara bahrajskiego) emitowana od 1965 r.
- Federacji Arabii Południowej (1/1000 dinara), emitowana 1964–1965
- Ludowo-Demokratycznej Republiki Jemenu (1/1000 dinara jemeńskiego), bita od 1971 r. do zjednoczenia z drugim państwem jemeńskim w 1990 r.
- Jemenu (1/100 riala jemeńskiego)
- Zjednoczonych Emiratów Arabskich (1/100 dirhama).